# Данијел Фарке
Данијел Фарке (Бирен, 30. октобар 1976) је њемачки фудбалски тренер и бивши фудбалер.

## Играчка каријера
Фарке је већину каријере играо у Липштату, у којем је играо у три наврата. Читаву играчку каријеру је провео у њемачким нижим лигама.

## Тренерска каријера

### Почеци
Фарке је почео своју тренерску каријеру у клубу у којем је провео већину своје играчке каријере, Липштату. Ту је био ангажован шест година гдје је Липштат из шестог ранга њемачког фудбала довео у четврти ранг, што је најбољи успјех клуба у историји. Даје отказ након шест година, гдје преузима резервни тим Борусије из Дортмунда.

### Норич Сити
Фарке постаје тренер клуба из Чемпионшипа, Норича 25. маја 2017. и потписује уговор на двије године. Његова прва утакмица на клупи Норича је завршила 1-1 након касног изједначујућег гола Нелсона Оливијере на Крејвен котиџу. Прву такмичарксу утакмицу на Каров Роуду је имао 8. августа 2017. када је Норич побједио ФК Свиндон Таун 3-2 у енглеском Лига купу. Факре своју прву сезону у Чемпионшипу са 15 побједа, 15 неријешених и 16 изгубљених утакмица што је његову екипу довело да 14. мјеста на табели. Следеће сезоне Фарке осваја награду за тренера мјесеза новембра 2018. године.

## Статистика
Ажурирано  13. фебруара 2019.
| Тим                       | Од                | До            | Резултати | Резултати | Резултати | Резултати | Резултати | Изв.  |
| Тим                       | Од                | До            | О         | П         | Н         | И         | Поб. %    | Изв.  |
| ------------------------- | ----------------- | ------------- | --------- | --------- | --------- | --------- | --------- | ----- |
| Борусија Дортмунд резерва | 3. новембар 2015. | 25. мај 2017. | 56        | 29        | 21        | 6         | 51.8      | [ 7 ] |
| Норич Сити                | 25. мај 2017.     | Тренутно      | 89        | 38        | 26        | 25        | 42.7      | [ 8 ] |
| Укупно                    | Укупно            | Укупно        | 145       | 67        | 47        | 31        | 46.2      | —     |